# Пикнопореллус блестящий
Пикнопоре́ллус блестя́щий (лат. Pycnoporéllus fúlgens) — вид грибов-базидиомицетов, относящийся к роду Пикнопореллус (Pycnoporellus) семейства Фомитопсисовые (Fomitopsidaceae).
Шляпки оранжевого цвета, опушённые сверху, с неправильным ирпексовидным гименофором. Часто встречается на еловой древесине.

## Описание

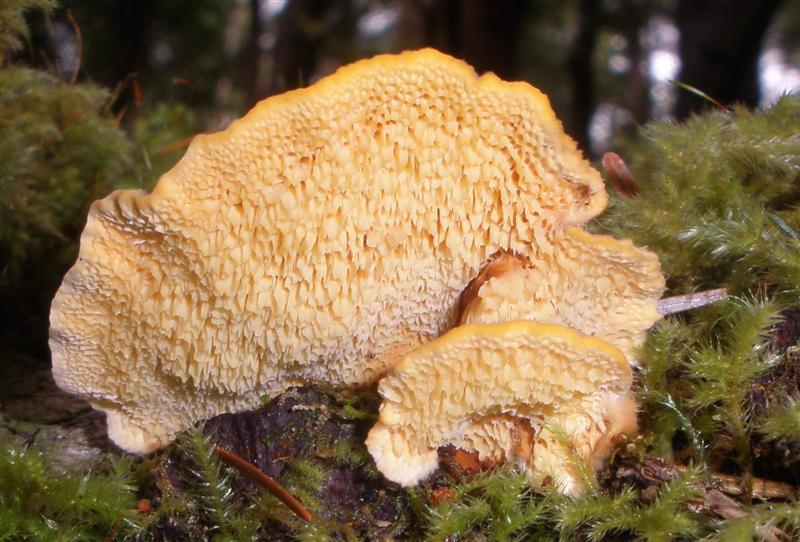
Виден гименофор

Плодовые тела однолетние, в виде сидячих или половинчатых шляпок, редко распростёртые. Шляпки (если образуются) плоские, до 2,5 см толщиной, до 9 см в поперечнике, с острым тонким краем, сверху голые или опушённые у молодых грибов и щетинисто-волокнистые у более зрелых плодовых тел, нередко с концентрическими зонами, светло-оранжевые до ржаво-оранжевых.
Гименофор трубчатый, оранжеватый, поры угловатые или округлые, с тонкими перегородками, с возрастом разрывающимися, из-за чего гименофор становится ирпексовидным.
Мякоть светло-оранжевая, до 5 мм толщиной, иногда разделённая на нижний крепкий и верхний волокнистый слои. Трубчатый слой до 6 мм толщиной, одного цвета с мякотью. Мякоть при контакте с раствором KOH краснеет.
Гифальная система мономитическая, гифы с простыми септами, тонкостенные до толстостенных, 4—11 мкм толщиной, некоторые гифы более тонкие. Цистиды узкоцилиндрические, 45—60 × 4—6 мкм. Базидии четырёхспоровые, булавовидные, 20—30 × 5—5,5 мкм. Споры бесцветные, цилиндрически-эллипсоидные, 6—9 × 2,5—4 мкм.

## Экология и ареал
Весьма обычный вид зоны хвойных лесов. Индикатор старовозрастных ельников, реже встречается на сосне и пихте, в виде исключений — на ольхе, берёзе, буке, осине, липе.

## Таксономия
Pycnoporellus fulgens (Fr.) Donk, Persoonia 6 (2): 216 (1971). — Hydnum fulgens Fr.basionym, Öfvers. K. Förh. Kongl. Svenska Vetensk.-Akad. 130 (1852). — Pycnoporellus fibrillosus (P.Karst.) Murrilltypus, Bull. Torrey Bot. Club 32: 489 (1905). — Polyporus fibrillosus P.Karst., Sydvestra Finlands Polyporeer 30 (1859).

### Синонимы
- Creolophus fulgens (Fr.) P.Karst., 1879
- Dryodon fulgens (Fr.) Quél., 1886
- Hapalopilus fibrillosus (P.Karst.) Bondartsev & Singer, 1941
- Hydnum fulgens Fr., 1852
- Inoderma fibrillosum (P.Karst.) P.Karst., 1881
- Inonotus fibrillosus (P.Karst.) P.Karst., 1881
- Microporus lithuanicus (Błoński) Kuntze, 1898
- Ochroporus lithuanicus Błoński, 1889
- Phaeolus fibrillosus (P.Karst.) A.Ames, 1913
- Polyporus aurantiacus Peck, 1874
- Polyporus fibrillosus P.Karst., 1859
- Polyporus lithuanicus (Błoński) Sacc., 1891
- Polystictus lithuanicus (Błoński) Sacc., 1891
- Pycnoporellus fibrillosus (P.Karst.) Murrill, 1905